# Casa Autié
La Casa Autié és una casa de la vila de Vilafranca de Conflent, de la comuna del mateix nom, a la comarca del Conflent, de la Catalunya del Nord.

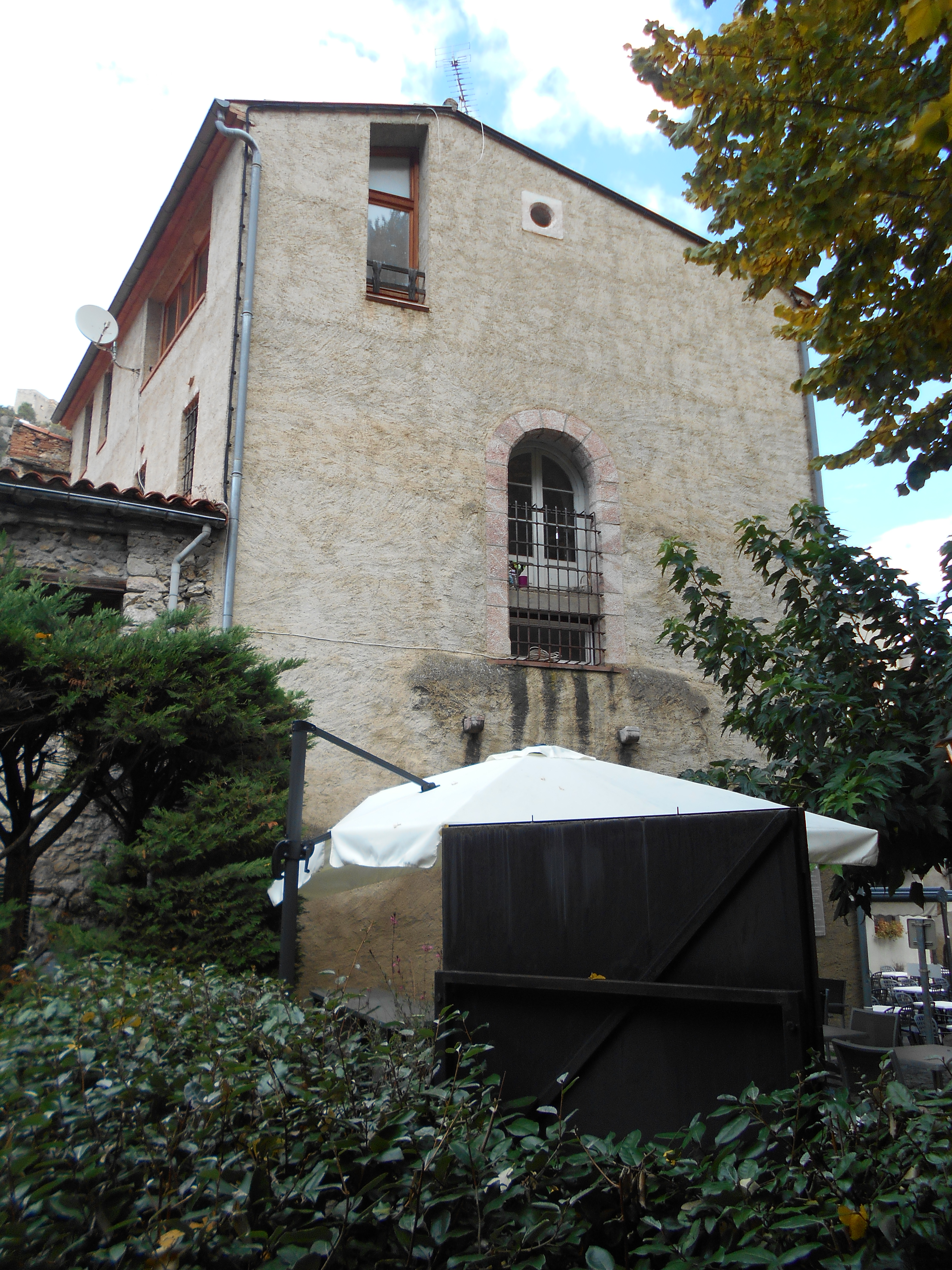
Façana meridional

Està situada a la Plaça de l'Església, al nord-oest de l'església de Sant Jaume, al límit del que antigament havia estat cementiri de la vila.

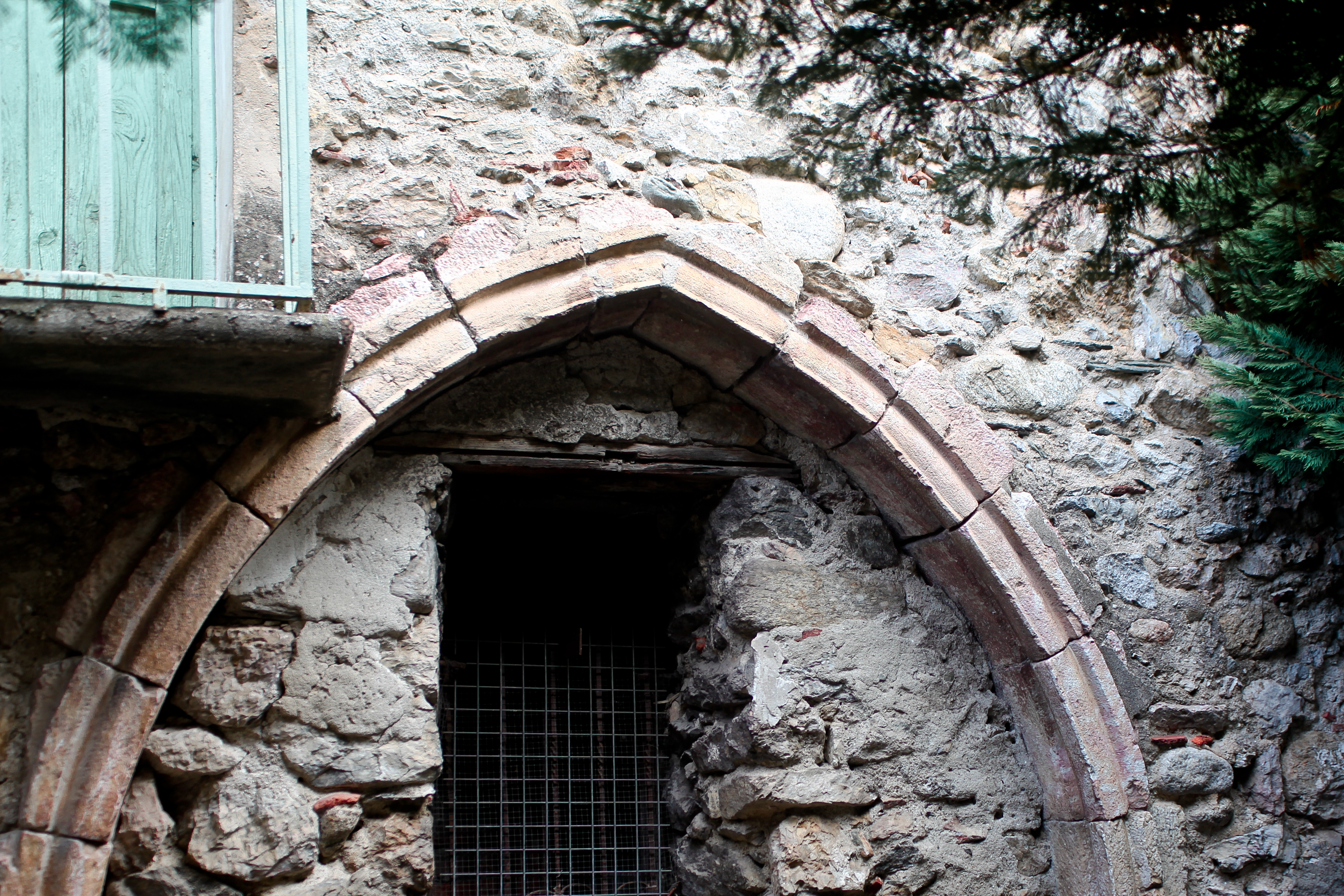
Arc del nínxol de Casa Autié

L'antic cementiri de la vila ocupava l'emplaçament comprès entre l'església a l'est, les muralles al sud i, a l'oest i al nord, diverses construccions relligades per un mur de clausura. El perímetre així delimitat conserva en l'actualitat tres nínxols funeraris dessota de blasons o d'ornaments armoriats. Un d'ells és el de la paret meridional de Casa Autié. A la base, un arc trencat motllurat en cordó, amb la part davantera plana orientada seguint la bisectriu. El bosell està desenvolupat en filets.
En el mateix mur hi havia, al capdamunt, un nínxol amb una estàtua, amb un personatge vestit amb un ampli vestit prisat. Era dempeus sobre una làpida funerària amb una inscripció gòtica de dues línies. Al fons del nínxol es distingien dos escuts d'armes. Aquest nínxol va ser malauradament suprimit en la darrera remodelació de la casa, substituït per una finestra.